# Atomaria elongatula
Atomaria elongatula är en skalbaggsart som beskrevs av Wilhelm Ferdinand Erichson 1846. Atomaria elongatula ingår i släktet Atomaria, och familjen fuktbaggar. Enligt den svenska rödlistan är arten nära hotad i Sverige. Arten förekommer i Götaland, Svealand, Nedre Norrland och Övre Norrland. Artens livsmiljö är skogslandskap.